# 1778 Альфвен
1778 Альфвен (4506 P-L, 1936 HK, 1952 DD1, 1958 FB, 1959 NN, 1778 Alfvén) — астероїд головного поясу, відкритий 26 вересня 1960 року.
Тіссеранів параметр щодо Юпітера — 3,192.
Астероїд названо на честь Ганнеса Альфвена (швед. Hannes Olof Gösta Alfvén, 1908 — 1995) — шведського фізика і астронома, лауреата Нобелівської премії з фізики 1970 року за внесок у розвиток магнітогідродинаміки.